# Powiat Rems-Murr
Powiat Rems-Murr (niem. Rems-Murr-Kreis) – powiat w Niemczech, w  kraju związkowym Badenia-Wirtembergia, w rejencji Stuttgart, w regionie Stuttgart. Stolicą powiatu jest miasto Waiblingen.

## Podział administracyjny
W skład powiatu Rems-Murr wchodzi:
- osiem gmin miejskich (Stadt)
- 23 gminy wiejskie (Gemeinde)
- trzy wspólnoty administracyjne (Vereinbarte Verwaltungsgemeinschaft)
- trzy związki gmin (Gemeindeverwaltungsverband)

Miasta:
| Lp. | Nazwa miasta | Ludność (31.12.2010) | Powierzchnia km² |
| --- | ------------ | -------------------- | ---------------- |
| 1   | Backnang     | 35.395               | 39,37            |
| 2   | Fellbach     | 44.665               | 27,70            |
| 3   | Murrhardt    | 13.906               | 71,13            |
| 4   | Schorndorf   | 39.236               | 56,86            |
| 5   | Waiblingen   | 52.900               | 42,76            |
| 6   | Weinstadt    | 26.421               | 37,71            |
| 7   | Welzheim     | 11.025               | 37,99            |
| 8   | Winnenden    | 27.599               | 28,05            |

Gminy wiejskie:
| Lp. | Nazwa gminy           | Ludność (31.12.2010) | Powierzchnia km² |
| --- | --------------------- | -------------------- | ---------------- |
| 1   | Alfdorf               | 7.134                | 68,52            |
| 2   | Allmersbach im Tal    | 4.705                | 7,95             |
| 3   | Althütte              | 4.189                | 18,16            |
| 4   | Aspach                | 8.219                | 35,46            |
| 5   | Auenwald              | 6.919                | 19,76            |
| 6   | Berglen               | 5.995                | 25,87            |
| 7   | Burgstetten           | 3.390                | 10,29            |
| 8   | Großerlach            | 2.488                | 27,14            |
| 9   | Kaisersbach           | 2.651                | 27,94            |
| 10  | Kernen im Remstal     | 15.320               | 15,05            |
| 11  | Kirchberg an der Murr | 3.656                | 13,22            |
| 12  | Korb                  | 10.329               | 8,45             |
| 13  | Leutenbach            | 10.949               | 14,73            |
| 14  | Oppenweiler           | 4.091                | 19,83            |
| 15  | Plüderhausen          | 9.298                | 26,13            |
| 16  | Remshalden            | 13.386               | 15,15            |
| 17  | Rudersberg            | 11.427               | 39,37            |
| 18  | Schwaikheim           | 9.345                | 9,22             |
| 19  | Spiegelberg           | 2.135                | 28,22            |
| 20  | Sulzbach an der Murr  | 5.311                | 40,11            |
| 21  | Urbach                | 8.657                | 20,76            |
| 22  | Weissach im Tal       | 7.029                | 14,14            |
| 23  | Winterbach            | 7.678                | 17,10            |

Wspólnoty administracyjne:
| Lp. | Nazwa wspólnoty administracyjnej | Ludność (31.12.2010) | Powierzchnia km² | Liczba gmin |
| --- | -------------------------------- | -------------------- | ---------------- | ----------- |
| 1   | Backnang                         | 77.593               | 178,17           | 9           |
| 2   | Schorndorf                       | 46.914               | 75,96            | 2           |
| 3   | Welzheim                         | 13.676               | 65,93            | 2           |

Związki gmin:
| Lp. | Nazwa związku gmin  | Ludność (31.12.2010) | Powierzchnia km² | Liczba gmin |
| --- | ------------------- | -------------------- | ---------------- | ----------- |
| 1   | Plüderhausen-Urbach | 17.955               | 44,86            | 2           |
| 2   | Sulzbach            | 9.934                | 95,47            | 3           |
| 3   | Winnenden           | 47.893               | 52,00            | 3           |